# Jardin antique méditerranéen
Le Jardin Antique Méditerranéen (JAM), situé à Balaruc-les-Bains, dans le département de l’Hérault, s’étend sur 1,7 ha sur la rive nord de l’Etang de Thau. Ouvert au public en 2011, il propose un parcours historique et thématique, révélant la végétation et la flore méditerranéennes selon les usages Antiques du 1er au 3e s de notre ère.  

## Création
Initié par Thau Agglo dès 2008, le JAM est un projet innovant dans sa thématique comme dans son mode d’élaboration en concertation continue. Sa création réunit un comité de pilotage composé de professionnels du paysage, chercheurs en botanique (anthracologie, carpologie, palynologie…), archéologues et experts dans les domaines de l’architecture et de l’histoire des jardins.
Sous la supervision du CAUE de l’Hérault, la maîtrise d’œuvre est confiée à Régis Elie (ingénieur paysagiste, SEDES) et Françoise Bouillis (architecte).
Les travaux s’élèvent à 2 millions d’euros, pour une livraison en juillet 2011. La maîtrise d’ouvrage est assurée par Thau Agglo, la commune de Balaruc-les-Bains apportant le terrain.

## Localisation
Sur le flanc d’un promontoire naturel à calcaires dolomitiques de 8 ha, le Puech d'Ay, rue des Pioch, en plein cœur de la commune, le JAM surplombe l'Etang de Thau et fait face au  mont Saint-Clair.
Il prend place au sein d’une friche méditerranéenne en cours de reconquête, et présentant quelques aspects écologiques d’un matorral, une des formes de garrigue basse à kermès, chênes verts et filaires, au contact d’une zone Natura 2000, l’étang de Thau.

## Description
Construit et aménagé à l’image d’une maison (domus), le JAM dévoile un cheminement paysager à travers sept pièces (cellulae ou loci) thématisées ,, : un jardin nourricier (hoeredium) ; un bois sacré (lucus et nemus) et un jardin funéraire ; un espace ornemental consacré aux plantes magiques astrologiques et médicinales ; une zone vouée aux plantes maraîchères, aromatiques et condimentaires ; un jardin des plantes utilisées pour la cosmétique,  les parfums et les onguents ; une terrasse de topiaires et un espace réservé aux plantes liées aux artisanats.
Des éléments d’architecture –colonnades, pergolas, murets, bassins et nymphée, participent à la création de perspectives et d’espaces agréables,  composant le  jardin comme une scène de théâtre.
Bénéficiaire du label Jardin remarquable depuis 2012, il présente un exemple unique d'ars memoriae et sa gestion est celle d'un jardin écologique. Il est encore une collection patrimoniale de biodiversité et de ressources ethnobotaniques.
Avec plus de 400 plantes cultivées dès l’Antiquité et l’entretien de zones refuges de garrigue pour des végétaux rares comme les orchidées ou la Camélée, ce jardin d’archéo botanique s’inscrit  dans  une  perspective  de  gestion  durable  pour  la protection de la flore méditerranéenne. C'est dans cette perspective que sont aussi implantées dix ruchers, garantissant la pollinisation et permettant une sensibilisation des publics aux enjeux de la protection de cette biodiversité
Centre de ressource patrimonial, le JAM conserve par ailleurs des collections inertes (carpothèque), l’ensemble collections vivantes et inertes composant un corpus de 950 specimens.
Avec le musée de l’Etang de Thau et le musée gallo-romain Villa Loupian, il constitue le parc des sites muséaux gérés par Sète Agglopôle Méditerranée, le lien thématique entre ces trois équipements étant l'interaction de l'Homme et de la Nature, dans l’Histoire et son devenir, au sein du paysage culturel de l’Etang de Thau.

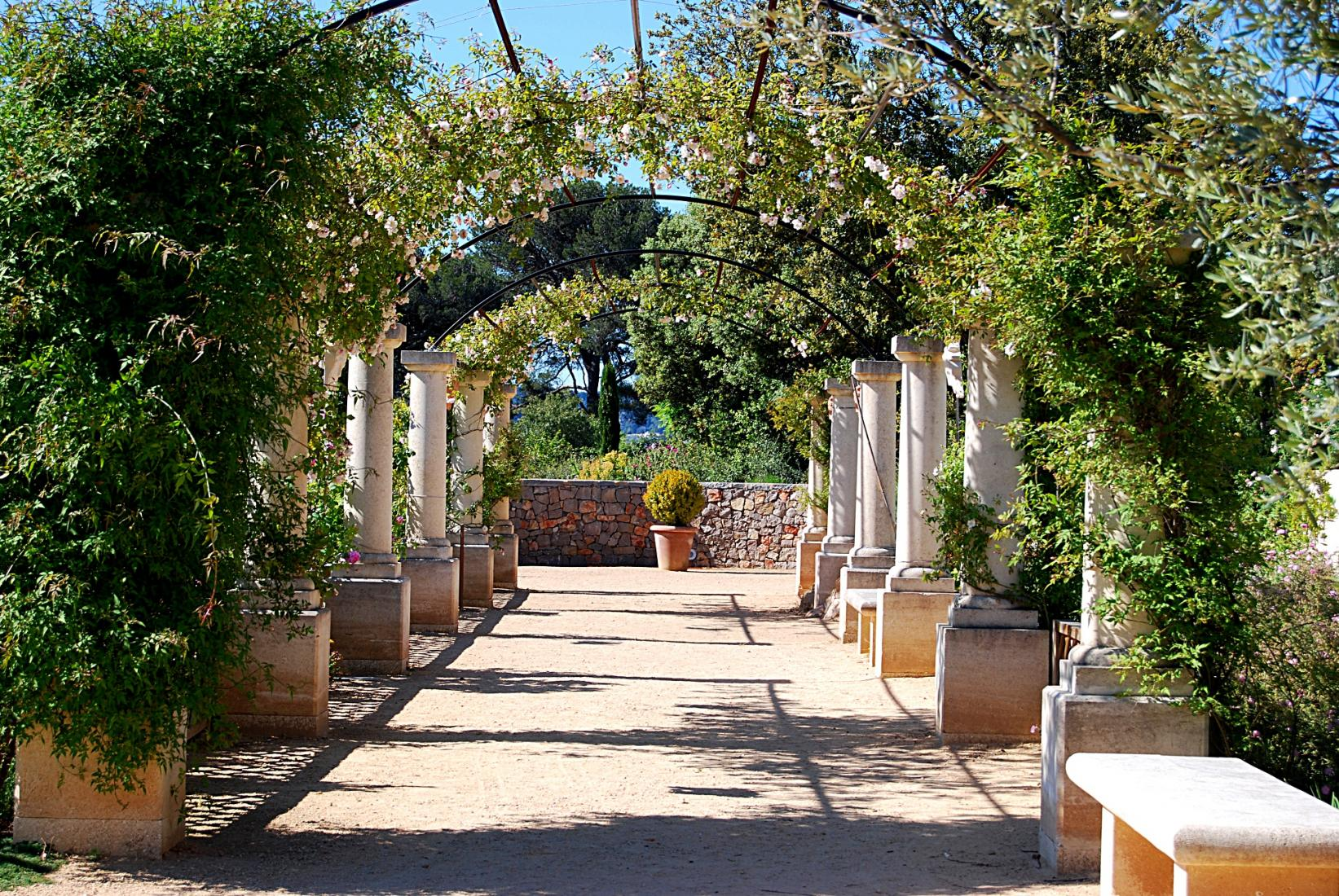
Allée ombragée au Jardin antique Méditerranéen : le portique de Vénus.

## Gages de qualité
Tourisme et Handicaps (moteur, mental, sourds et malentendants)
Accueil-Vélo (Tourisme responsable)